# Rembercourt-sur-Mad
Rembercourt-sur-Mad [ʁɑ̃bɛʁkuʁ syʁ mad] est une commune française située dans le département de Meurthe-et-Moselle en région Grand Est.

## Géographie
Rembercourt-sur-Mad est située dans la vallée du Rupt de Mad au milieu du parc naturel régional de Lorraine, sur la D 28 entre Jaulny  et Waville.
Le village, du canton de Thiaucourt-Regniéville, arrondissement de Toul, est implanté sur le cours moyen de la rivière de Mad, non loin du confluent du Rû de Charey, en aval de Jaulny, et ne doit pas être confondu avec Rembercourt-aux-Pots (aujourd’hui Rembercourt-Sommaisne), Rembercourt-sur-Ornain (aujourd’hui Val-d'Ornain) et Rambucourt, tous situés dans le département de la Meuse.
La commune est à 43 km au nord de Toul et à 53 km au nord-ouest de Nancy.Elle est entourée de cinq communes : 
| Charey | Saint-Julien-lès-Gorze | Waville |
|        | Rembercourt-sur-Mad    |         |
| Jaulny |                        | Prény   |

## Hydrographie

### Le Rupt-de-Mad
Le Rupt-de-Mad est un courant d'eau qui prend sa source à la Forêt de la Reine et se jette dans la Moselle en aval d'Arnaville. Il est très sinueux, assez rapide, sans chute et à faible niveau d'eau.
Au XVIIIe siècle, la rivière  est déjà engoncée dans ses roseaux et certainement polluée par tous les rejets qu'on y fait en amont. Son eau est très certainement impropre à la consommation mais cette pollution est toute biologique et il y prospère une faune riche et variée de poissons, de batraciens, d’écrevisses, d’oiseaux et insectes. On y pêche l’anguille, le brochet, la carpe et une variété telle de petits poissons que l’on peut y lancer l’épervier, y tendre des nasses et même louer les revenus d’une pêche quasi artisanale. Les seigneurs y laissent de tout temps le droit de pêche aux habitants, parfois limité à la partie située entre le patural et la Fosse Jean Guidon. Il leur demande de respecter la période de la fraye, les ordonnances de police sur la taille du poisson et sur les ustensiles utilisés ; étant aussi entendu qu'ils ne peuvent pêcher de nuit ou avec des « engins » interdits, soit en faire commerce.

### Hydrographie

#### Réseau hydrographique
La commune est dans le bassin versant du Rhin au sein du bassin Rhin-Meuse. Elle est drainée par le ruisseau le Rupt de Mad et le Rupt,.
Le Rupt de Mad, d'une longueur de 55 km, prend sa source dans la commune de Geville et se jette  dans la Moselle à Novéant-sur-Moselle, après avoir traversé 21 communes. Les caractéristiques hydrologiques du Rupt de Mad sont données par la station hydrologique située sur la commune de Waville. Le débit moyen mensuel est de 3,24 m3/s. Le débit moyen journalier maximum est de 113 m3/s, atteint lors de la crue du 12 mai 1970. Le débit instantané maximal est quant à lui de 155 m3/s, atteint le même jour.

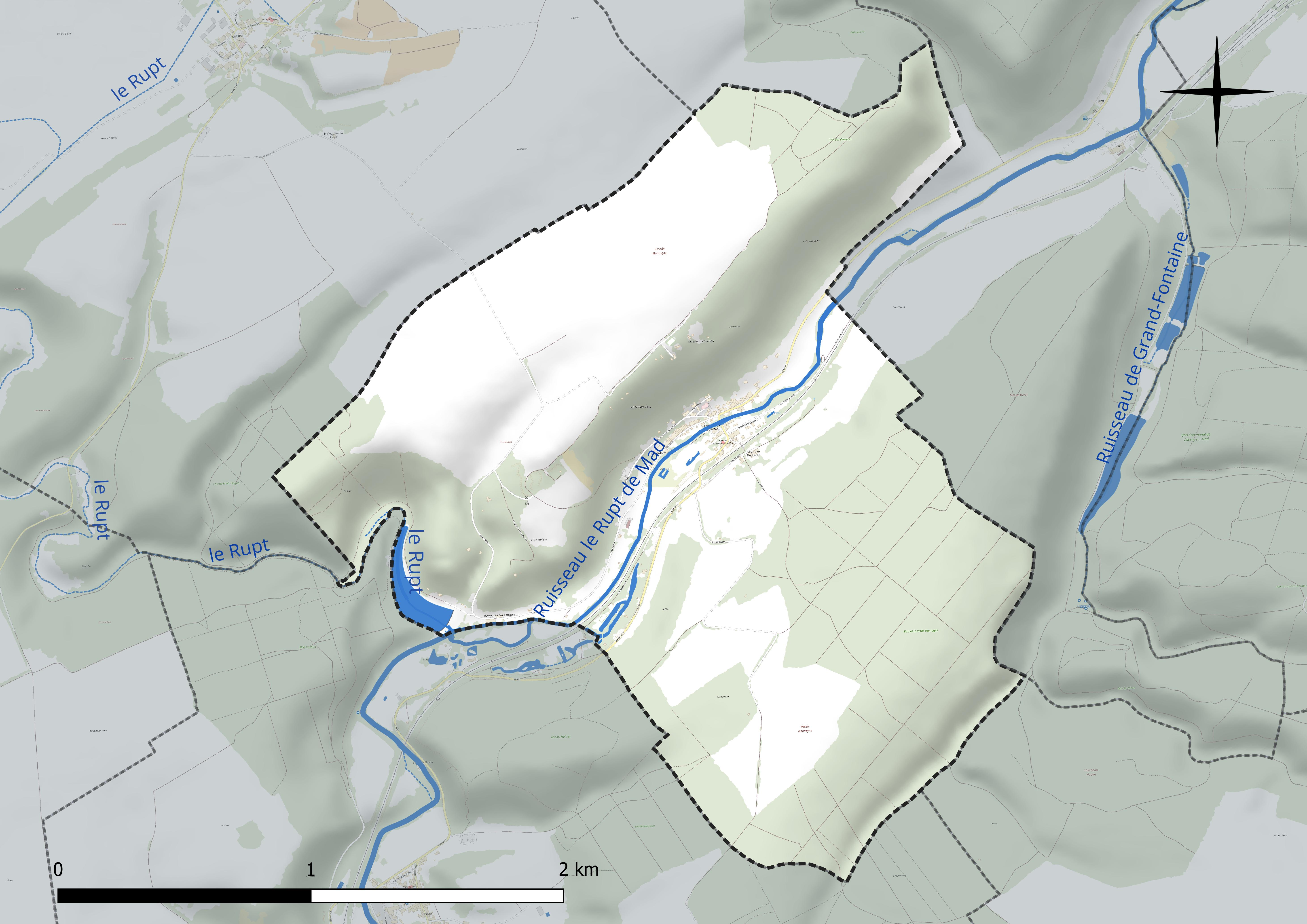
Réseau hydrographique de Rembercourt-sur-Mad.

#### Gestion et qualité des eaux
Le territoire communal est couvert par le schéma d'aménagement et de gestion des eaux (SAGE) « Rupt de Mad, Esch, Trey ». Ce document de planification concerne les bassins versants du Rupt de Mad, de l’Esch et du Trey. Le périmètre a été arrêté le 2 juin 2014, la commission locale de l'eau (CLE) a été créée le 20 juin 2017, puis modifiée le 26 mars 20210. La structure porteuse de l'élaboration et de la mise en œuvre est le Parc naturel régional de Lorraine.
La qualité des cours d’eau peut être consultée sur un site dédié géré par les agences de l’eau et l’Agence française pour la biodiversité.

### Climat
Pour des articles plus généraux, voir Climat du Grand Est et Climat de Meurthe-et-Moselle.
En 2010, le climat de la commune est de type climat de montagne, selon une étude du Centre national de la recherche scientifique s'appuyant sur une série de données couvrant la période 1971-2000. En 2020, Météo-France publie une typologie des climats de la France métropolitaine dans laquelle la commune est exposée à un climat semi-continental et est dans la région climatique Lorraine, plateau de Langres, Morvan, caractérisée par un hiver rude (1,5 °C), des vents modérés et des brouillards fréquents en automne et hiver.
Pour la période 1971-2000, la température annuelle moyenne est de 9,4 °C, avec une amplitude thermique annuelle de 16,1 °C. Le cumul annuel moyen de précipitations est de 876 mm, avec 12,5 jours de précipitations en janvier et 9,5 jours en juillet. Pour la période 1991-2020, la température moyenne annuelle observée sur la station météorologique de Météo-France la plus proche, « Nonsard », sur la commune de Nonsard-Lamarche à 12 km à vol d'oiseau, est de 10,7 °C et le cumul annuel moyen de précipitations est de 690,8 mm. 
La température maximale relevée sur cette station est de 40,1 °C, atteinte le 25 juillet 2019 ; la température minimale est de −17 °C, atteinte le 1er mars 2005,,.
Les paramètres climatiques de la commune ont été estimés pour le milieu du siècle (2041-2070) selon différents scénarios d'émission de gaz à effet de serre à partir des nouvelles projections climatiques de référence DRIAS-2020. Ils sont consultables sur un site dédié publié par Météo-France en novembre 2022.

## Urbanisme

### Typologie
Au 1er janvier 2024, Rembercourt-sur-Mad est catégorisée commune rurale à habitat dispersé, selon la nouvelle grille communale de densité à sept niveaux définie par l'Insee en 2022.
Elle est située hors unité urbaine. Par ailleurs la commune fait partie de l'aire d'attraction de Metz, dont elle est une commune de la couronne,. Cette aire, qui regroupe 245 communes, est catégorisée dans les aires de 200 000 à moins de 700 000 habitants,.

### Occupation des sols
L'occupation des sols de la commune, telle qu'elle ressort de la base de données européenne d’occupation biophysique des sols Corine Land Cover (CLC), est marquée par l'importance des forêts et milieux semi-naturels (56,8 % en 2018), une proportion identique à celle de 1990 (56,8 %). La répartition détaillée en 2018 est la suivante : forêts (56,8 %), terres arables (34,8 %), zones agricoles hétérogènes (8,4 %). L'évolution de l’occupation des sols de la commune et de ses infrastructures peut être observée sur les différentes représentations cartographiques du territoire : la carte de Cassini (XVIIIe siècle), la carte d'état-major (1820-1866) et les cartes ou photos aériennes de l'IGN pour la période actuelle (1950 à aujourd'hui).

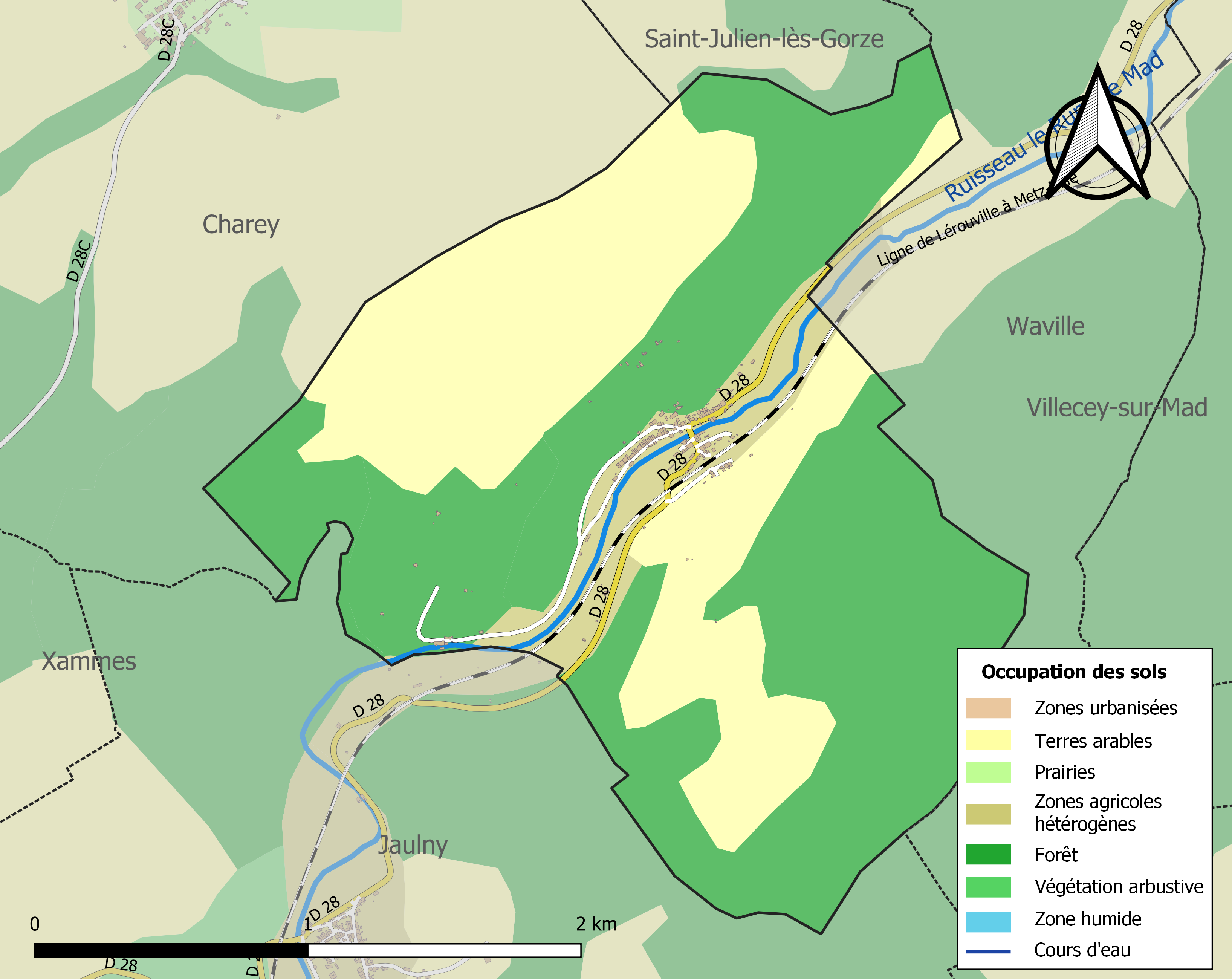
Carte des infrastructures et de l'occupation des sols de la commune en 2018 (CLC).

### Le village auXVIIIesiècle
La physionomie du village demeure intacte jusqu'au début de notre siècle, avant que celui-ci soit considérablement amputé et défiguré par le talus du chemin de fer qui dédouble la coupure du Rupt-de-Mad. Au XVIIIe siècle, le village a la forme générale d'une croix déposée en travers du ruisseau, le pied à la Petite Montagne, les bras et la tête dans la Grande Montagne.
Des maisons lorraines de laboureurs et vignerons, typiques, tout en longueur, accolées les unes aux autres, crépies, avec leurs grands toits "plats" couverts de tuiles-bottes s’étagent le long de l’axe central, jusqu'au bas de la côte. Elles sont en recul par rapport à la rue, la rue de Viéville, où les volailles vivent en liberté. Le chemin à peine caillouté est bordé de parges assez courts, les usoirs. Ils sont plus courts que dans le Toulois ou la Woëvre, mais encombrés comme eux de piles de bois, d'outils agricoles et de tas de fumiers. Les granges avec de grandes portes et des fenêtres vitrées de petites dimensions, voisinent parfois avec des gerbières basses. Les maisons s'ouvrent à l'arrière sur d'étroits jardinets, des chènevières ou des enclos plantés d'arbres fruitiers.
La traversée du Rupt de Mad se fait par un petit pont de bois, de la largeur d'un tombereau, régulièrement endommagé par les crues et par les billes de bois qu'on fait  flotter depuis Thiaucourt jusqu'à la citadelle de Metz. Sur la rive gauche du Mad, du côté  de l'église, on trouve la place, avec une fontaine et l'antique halle des pressoirs. Le long du ruisseau, la rue du Lozeret mène au moulin-neuf, parfois appelé "Moulin Marcou", et vers un ancien gué de Jaulny. Après le pont, débute la rue du Val-de-Metz ou rue de Waville, avec ses maisons de vignerons et leurs usoirs. Contre le ruisseau, des jardins et des chènevières sont fermés par des haies et des charmilles. Ils ont été parfois gagnés frauduleusement sur le Rupt-de-Mad, à force de remblais, eux aussi régulièrement recouverts par le flot boueux des crues.
Le haut du village est constitué de deux ruelles en "V" surplombées par le cimetière et la petite église. Au-delà, se situe la "rue de Derrière-l'Église" avec ses maisons vigneronnes et leurs jardinets, adossées à la côte, couverte de vignes. De là on rejoint le plateau et la gentilhommière de Montplaisir en empruntant la "Taye de Charey", ou vers les Perrières en prenant le sentier escarpé de Saint-Julien. Derrière l'église prend naissance "la Ruelle", chemin étroit de la largeur d'un âne ou d'une charrette qui longe l’axe des roches et mène jusqu'aux Perrières. Ce coteau de la Grand’Montagne est en vignes, closes de haies vives, et parsemées de plants de légumes ou d'arbres fruitiers.

## Toponymie
Le village porte les noms de Ragimberticurtis dès 858, Rembuecourt en 1152, Rembercourt sur Maz en 1434 ou Rembercourt sur May et Rambercourt aux Groseilles en 1484 d'après Henri Lepage.
Le village tire son origine d'un colon franc du nom de Ragimbert. Celui-ci aurait installé  sa curtis (son domaine) contre  les domaines du Soiron, de la Warbordis villa (Herbeuville les Saint-Julien) et de Buriacum (l’actuelle Buret). Elle se trouvait en aval de l’ancienne villa gallo-romaine de Galliniacum, qui a donné elle-même le toponyme de Jaulny.
La première mention écrite citant clairement le domaine de Rembercourt, la villa Raimberti curte, remonte à l'année 848, sous Charles le Chauve. À cette date, un certain «Fredal», fils d’ «Osianna», frère d’ «Ogtulf» et époux de «Blitgiane», grands propriétaires carolingiens dans la vallée du Rupt-de-Mad et aux alentours, fait une importante donation pieuse à l'abbaye de Gorze (fondée vers 750). Elle porte sur environ 12 hectares de terres labourables, de bois, de vignes avec leurs serfs, leurs habitations et un moulin farinier. Le texte de la donation («(…) in fine Raginbertiaca vel in ipsa villa Raginberto curte (…) ») fait une séparation claire entre le territoire (le finage) et les fonds cédés, la «curtis». Les quelques mentions anciennes ou plus récentes de ce moulin et de la bourgade qui l’entoure tendent à  montrer que le village actuel de Rembercourt et les biens cités en 848 ont une histoire souvent distincte.
Les noms de communes qui comportent la préposition « sur », indiquent leur position par rapport au cours d'eau, Village sur le Rupt de Mad, une rivière qui coule en région Grand Est dans les deux départements de Meuse et Meurthe-et-Moselle.

## Histoire
Les cinq localités du bas Rupt-de-Mad d'Arnaville à Waville portent toutes des noms francs. Si voisines entre elles, elles ont dû remplacer des villas gallo-romaines. Après l'arrivée des Francs, ce domaine est divisé en trois ou quatre parts et une route unit alors les localités riveraines du Rupt-de-Mad  entre Arnaville et Rembercourt.

### Moyen Âge
Après l’an mil, sur la rive droite du Mad, la sécurisation du gué et du carrefour entre les antiques chemins de Villecey-sur-Mad, Viéville-en-Haye, Charey et Jaulny, commande l’édification d’un fortin. C’est l’ancêtre du futur château de Rembercourt. Ce fortin est construit par un clan de hobereaux qui entre rapidement dans le réseau d’alliance des possesseurs de l’alleu et du château de Jaulny, dans l’orbite des premiers sires d’Apremont. L’idée des miliciens est de monnayer leur protection aux habitants. La famille de ces petits chevaliers se pare du nom du site : « Ramber-court ».
Le village prend rapidement ses aises le long de la « strata publica » gauloise menant vers Amecourt, Waville et Metz, pour évoluer vers la physionomie qu’on lui connaît encore aujourd’hui. Pour le passage sur le Mad, il est nécessaire de jeter un pont entre les deux rives qui reste en bois jusqu’après l’Empire napoléonien.
Vers le XIIIe siècle, une part du ban et finage de Rembercourt  est aux mains de l’abbaye cistercienne de Saint-Benoît-en-Woëvre. Le village de Rembercourt, où évoluent toujours les petits seigneurs du même nom qui gardent la tour féodale, fait partie des innombrables possessions que les sires d’Apremont ont réussi à capter tout le long du cours du Rupt-de-Mad et dans la région. Les abbayes messines de Sainte Glossinde ou de Gorze et la cathédrale, y ont des rentes, en particulier sur les terres de la rive droite, du côté de Villecey-sur-Mad. Le finage est à cheval sur les deux diocèses ecclésiastiques copiés sur les diocèses laïques gallo-romains de Metz (rive gauche) et de Toul (rive droite) qui, eux-mêmes ont repris les tracés des anciennes cités gauloises des Médiomatriques et des Leuques. Mais cette frontière du Mad est théorique puisque l’église Saint-Gengoult de Rembercourt, sur la rive « messine » demeure rattachée au spirituel à l’épiscopat toulois. L’église elle-même n’est attestée qu’à partir du XVe siècle sous le terme de « moutier ».
Les chevaliers de Rembercourt, concernés par la rive droite, sont en voie d’absorption : par exemple la donation, en 1206, par Gérard, "miles de Rembercourt" à l’abbaye de Sainte-Marie-au-Bois d’un alleu situé sur le ban de la "vetis-villa" (Viéville-en-Haye) ; la confirmation, en 1219, par Hugues, frère ou fils du précédent, du droit de pâture accordé à Sainte-Marie par Gérard dans la contrée de la "Petite Montagne".
Le premier acte important remonte à avril 1260. On y apprend que l'abbaye de Saint-Benoît-en-Woëvre échange avec le comte Thiébaut II de Bar tout ce qu'elle possède à Rembercourt en bois, en prés, en terres, en rentes et autres revenus de la "ville et du ban". S’y ajoutent ses serfs du lieu, un moulin et un four. En échange, les moines reçoivent du comte différents biens situés dans le Barrois. Il n'est pas question du château ni de ses dépendances et l’échange concerne donc apparemment que les parts situées sur la rive gauche, du côté de la « Grande Montagne », y-compris le four et les pressoirs qui seront toujours sur cette rive, au débouché du pont. Les vénérables de Saint-Benoît garderont cependant quelques rentes au village.
Le 7 mai 1315, un certain Vauthier d'Apremont, d’une branche cadette de la célèbre dynastie, reprend ses droits au château d’Apremont. Il entend restituer aux héritiers, le jeune Joffroy d’Apremont et à sa mère Isabeau de Kiévrain, ce qu'il possède à Rembercourt avec Pannes et Charey, contre des droits sur des villages du "haut Rupt-de-Mad" comme Rambucourt, Ressoncourt et Cuvery. Cette part du village de Rembercourt qui devient ainsi barroise en 1315, ne comporte ni le château, conservé selon toute vraisemblance par les sires de Rembercourt (Richier) ni, apparemment, les four et moulin.
En 1353-54, le comte Robert Ier de Bar, duc de Bar, tient encore sous sa "directe" une part des hommes et du ban de Rembercourt incluant le four, qu'il loue à un laboureur. Il partage apparemment le reste de ses droits avec un second seigneur indéterminé mais très certainement de la famille d'Apremont ou l’une de ses obligées.
Ces transactions ne mettent pas en cause la séparation du terroir de Rembercourt en deux sites bien distincts. D’un côté se tient le village de Rembercourt, étalé sur les deux rives du Rupt de Mad avec sur une rive, le fort ou le futur château, et sur l’autre, le four, les pressoirs et le moutier. Plus loin, en aval, au débouché du vallon d’Hacnivaux, de part et d’autre de la route de Waville, subsiste l’écart d’Ermariscourt-Armacourt-Ramecourt-Amecourt, avec son antique moulin banal.
À partir de 1348, les guerres incessantes, les crises dynastiques, la peste, les désastres frumentaires et climatiques s’abattent sur la région et déciment la population. Les comptes ducaux montrent qu’en dix ans, entre 1347 et 1357, le nombre de redevables à la taille à Rembercourt a chuté de moitié, passant d’une trentaine à moins de quinze ; ce qui donne vers 1360 une population approximative de soixante quinze âmes. À cette époque, la terre et seigneurie de Rembercourt, les deux entités villageoises avec leurs bâtiments banaux (château, moulin, four) sont devenues de simples monnaies d’échange pour les besoins guerriers ou spéculatifs de l’aristocratie barroise ou messine.
En 1360, la part de Rembercourt-sur-Mad de Geoffroy d’Apremont est dans les mains de Poince de Vy, échevin de Metz. L’autre part appartient au duché de Bar. La terre de Rembercourt est alors mise en gage pour plus d’un siècle contre un prêt de 400 livres tournois accordé au sire d’Apremont, à l’origine par Jean de Marly. Celui-ci en cède les droits à Jean de Puxe, avant que celui-ci ne les donne à Poince de Vy. Ces personnages sont tous de riches membres de l’oligarchie qui gouverne la république bourgeoise de Metz. En 1433, le gage que constitue la seigneurie de Rembercourt et d’Amecourt se trouve aux mains de Thiébault de Vy. Il l’offre alors en dote à sa fille Béatrice lorsqu’elle épouse de Jehan Baudoche, maître échevin de Metz qui en rend hommage à Hue d’Autel, sire d’Apremont de la nouvelle dynastie.
En novembre 1466, Jehan Baudoche renouvelle l'hommage pour la Terre de Rembercourt dans les mains d'Emich de Linange, successeur des précédents sires d'Apremont. En 1454, Poincette de Thiaucourt, d’une famille de fidèles officiers du duc de Bar et originaires du bourg qui leur a donné son nom, fonde une messe anniversaire en l'église abbatiale de Saint-Mihiel, assise sur ses revenus de Rembercourt. En 1463, dans des conditions inconnues, son lointain cousin Didier de Thiaucourt, déjà maître de Villotte-devant-Louppy et qui exerce à la cour ducale de Bar, est devenu aussi seigneur de « Rembercourt-sur-Maid » en partie.
Le 22 décembre 1484, sous le règne du duc de Lorraine et de Bar René II, Henri de Moncelz et Didier de Thiaucourt l'ancien se partagent Rembercourt à parts égales. Henri de Moncelz a la partie où se situe Amecourt et son moulin en disant « encore j’ai ung un villaige de petite valleur ». Ce sont les premières mentions modernes des deux parties du village : Amecourt d’une côté et « Rembercourt-aux-Groseilles », parfois appelé simplement « Grozelles », de l’autre. Les groseilliers ont en effet remplacé le vignoble, maltraité par le climat et la situation sociale, très dégradés depuis deux siècles. Dix ans après, en 1494, la portion des Moncelz échoit à l’écuyer Martin Lambert par mariage avec une fille de cette famille, Valence, sœur du précédent. La communauté de Rembercourt compte alors environ cent trente cinq âmes et au-moins six familles de laboureurs.

### Rembercourt au temps des ducs de Lorraine
Entre 1534 et 1541, au gré des transactions, les revenus des deux villages sont scindés par moitiés, quarts, ou trois quarts, entre deux, voire trois seigneurs: Didier de Thiaucourt, valet de chambre du Duc René II, Mahaut d'Apremont, de la branche dite « aux Merlettes » et Christophe des Armoises. En 1541, la part des Thiaucourt est cédée aux propriétaires du château de Jaulny : Ferry III et Joseph de Jaulny. À partir de 1562, Rembercourt est partagé entre Ferry III de Jaulny et son cousin germain Christophe 1er des Armoises.
Christophe II des Armoises, son fils, lui succède et donne dénombrement de sa moitié au duc Charles III le 27 janvier 1573. Le document énumère dans le détail les cens et redevances dues par chacun des habitants du village ainsi que les droits et biens seigneuriaux détenus. On en déduit la présence de soixante dix ménages, ce qui donne une population d’environ trois cents habitants. Les redevances seigneuriales sont exprimées en argent et en vin, signe tangible de la réapparition de la vigne, ce qui montre que la situation relativement florissante d’avant 1350 s’est un peu rétablie. L’antique moulin d’Amecourt n’y suffisant plus, un second moulin est construit à partir du milieu du siècle, d’où son nom de « neuf moulin ». On choisit l’amont du village, à l’endroit où il se tient de nos jours. On l’appelle aussi « moulin Marcou », du nom de l’homme d’affaires de la famille des Armoises.
Cette famille de la haute aristocratie lorraine, a repris le château ou « maison forte », rendu par les Thiaucourt. Il subit des transformations pour le mettre au goût du jour avec une porterie à mâchicoulis et un pont-levis jeté sur le fossé alimenté en partie par les eaux de la rivière. Le château possède un jardin, ceint de murailles et protégé symboliquement par quatre tours rondes qui seront transformées plus tard en colombiers dont l'une subsiste jusqu'à la guerre de 1914-1918. Les pressoirs banaux sont installés dans une grange de l'autre côté du pont en bois, à l'angle de la rue de l'église, donnant sur la place de « la fontaine ». Les deux moulins, « Happe-le-moulin » rapportent en droits de mouture près de cinq tonnes de blé. Il n'y a plus de four banal à Rembercourt : les seigneurs y tolèrent l'existence de trois boulangers qui font commerce du pain et payent une taxe en contrepartie.
En 1579, calviniste convaincu et tombant sous le coup des ordonnances du duc de Lorraine Charles III, Ferry III de Jaulny, seigneur d'un quart de Rembercourt depuis 1562 doit s’exiler en Suisse. N’ayant aucun héritier, il est obligé de vendre ses biens et meurt à Bâle en 1587. Le nom des Jaulny s'éteint avec lui. Ses droits sur les terres et châteaux de Rembercourt et Jaulny échoient d'abord indivisément à ses plus proches héritiers, ses cousins de la lignée des Armoises, Christophe II et Thierry IV et à leur propre cousin, Nicolas des Armoises.
À la mort de Christophe II des Armoises, en 1588, l’héritage des Armoises sur Rembercourt échoit à Thierry, pendant que Jaulny revient à Nicolas. Par la suite, les droits sur Rembercourt, très parcellisés et imbriqués notamment à ceux de la seigneurie de Hannoncelles de Ville-en-Woëvre reviennent successivement aux garçons (Paul, Philippe….) et aux filles de la famille  (Marie, épouse de Nicolas de Gourcy et Anne, épouse de Dominique d’Ourches). Guillemette des Armoises introduit dans la place par son mariage la famille des Gournay, seigneurs de Friauville, avec son mari Samuel, de la dynastie des maîtres échevins de la Cité messine.

### XVIIesiècle
Le 27 novembre 1619, Henri de Gournay de Marchéville consent à céder ses droits sur Rembercourt à son cousin Regnauld de Gournay de Friauville contre une rente annuelle représentant en capital trente mille francs barrois.
Le dénombrement seigneurial de 1620, effectué dans les mains du duc Henri II de Lorraine montre que Regnauld de Gournay de Friauville partage encore le village avec le seigneur de Hannoncelles, Paul des Armoises ou son successeur. Celui-ci en a fait la reprise en 1612.
On compte à cette époque, avant les horreurs de la guerre, soixante dix à quatre vingt chefs de familles dans le village dont près de la moitié sont des veuves, soit entre deux cent soixante dix et trois cents habitants. La terre de Rembercourt rapporte au seigneur vingt queues de vin au pressoir (soit environ quatre-vingt-quinze hectolitres à raison de 468 litres/queue) et trente chariots de foin. De plus, chaque foyer doit à la saint Remy un pot de vin par jour de vigne (vingt ares) et une geline par an pour « droit de bourgeoisie ». Deux boulangers exercent à Rembercourt depuis que les habitants ont acheté la fin de la banalité du four. Le groupe des habitants taxés possède en propre plus de cinq hectares de vignes environ. Deux vignes appartiennent à de gros propriétaires de Thiaucourt. En 1632, deux belles parcelles du vignoble situées dans la côte au-dessus de l’église sont vendues à un écuyer de Béney pour cent quatre francs barrois.
1617 marque, semble-t-il, la fin de la présence des Armoises à Rembercourt au profit des seuls Gournay. Regnauld de Gournay est un militaire actif. Le seigneur de Rembercourt est d'abord officier du roi puis repasse dans le camp lorrain aux pires moments que va connaître la Lorraine : la guerre de Trente Ans.
Regnauld de Gournay de Friauville prête un nouvel hommage pour ses seigneuries de Rembercourt et Friauville le 27 août 1625. Il est absous le 30 janvier 1630 du meurtre de Paul de Haraucourt, perpétré au cours d'un duel à Gorze. Il semble être depuis 1625 le seul à disposer du château et de la seigneurie de Rembercourt. Il meurt avant 1643. Il a laissé procuration à sa femme Dorothée de Tavagny à de nombreuses reprises pour la gestion de ses rentes lors des longues campagnes militaires aux côtés du duc. Le testament par lequel il laisse l'usufruit de tous ses biens à sa femme remonte à 1635 mais il meurt peu après et Dorothée de Tavagny rédigera elle-même ses dernières volontés en 1639.
Entre 1639 et 1658, ses deux fils conservent Rembercourt dans l'indivision. Paul de Gournay épouse Charlotte de Ficquelmont et Regnault II, capitaine de cavalerie, Louise de Revers. Ils cumulent les revenus et les droits sur les seigneuries laissées par leurs parents : Rembercourt, Friauville, Molinel et Champigneulles. C'est le 4 septembre 1658 que les deux frères décident de partager les Terres ancestrales. Pendant que Paul conserve Friauville (il est à l'origine des derniers seigneurs de Jaulny et Friauville, alliés aux Raigecourt), Regnauld II devient le seul seigneur de Rembercourt.
Regnauld II de Gournay fait un premier dénombrement de Rembercourt en 1664 et le renouvele devant la "chambre de réunion" de Metz, c'est-à-dire, dans les mains du roi Louis XIV, le 1er février 1681 alors que progresse le projet d’annexion de l’État lorrain à la France. Le seigneur de Rembercourt prête à nouveau l'hommage féodal pour sa seigneurie le 20 novembre 1699 mais cette fois dans les mains de Léopold Ier de Lorraine. Il administre sa terre paisiblement pendant près d'un demi-siècle.

### Rembercourt au temps des Lumières
Le dernier Gournay à posséder Rembercourt est le comte Ignace, fils de Régnault II, né en 1662. Il en hérite fin 1707. Il est chambellan du duc Léopold, gouverneur du comté de Vaudémont et grand-bailli de Vézelize, où il réside souvent dans son hôtel particulier. Il fait trois mariages mais n'en aura aucun enfant. Le dernier mariage en date, celui de 1729, crée des jalousies et l'on soupçonne dans l'entourage du vieil aristocrate qui a alors soixante-sept ans, une captation d'héritage de la part de la jeune épousée, Marie-Charlotte de Gourcy qui n'en a que vingt-trois.
La sœur du vieux comte, Louise-Dorothée de Gournay, épouse de Nicolas-François de Baillivy, demande alors la révision du contrat de mariage de son frère qui emporterait cession de tous les fiefs à la jeune "donzelle": deux fermes de Thorey, la Terre de Rembercourt et l'hôtel de Vézelise. En fait, le comte Ignace de Gournay a rétabli l'équilibre en prévoyant dans son testament, rédigé en 1734, que sa jeune veuve se contentera de l'usufruit de la seigneurie de Rembercourt ; le reste revenant à sa sœur et à ses neveux, jusqu'à ce que ceux-ci puissent à leur tour en jouir en toute intégrité.
Le comte Ignace meurt en août 1738 et effectivement, les revenus de la seigneurie de Rembercourt passent provisoirement à Marie-Charlotte de Gourcy, sa douairière, jusqu'en l'année 1748. À cette date, devenu majeur, le jeune comte Ignace, son neveu, fils aîné de Louise-Dorothée de Gournay (épouse de Baillivy), peut lui-même en hériter. C’est ainsi qu’à l'automne 1748, les plaids annuels du village sont convoqués au nom du comte Ignace de Baillivy, seigneur de Mérigny, lieutenant-colonel de cavalerie au régiment de Rosen-Allemand. Marie-Charlotte de Gourcy, veuve, a retrouvé un bon parti en 1752 en la personne du marquis de Toustain de Virey.
En 1748, la Terre de Rembercourt est donc conservée au sang des Gournay grâce aux femmes mais passe ainsi à la dynastie des Baillivy, militaires issus des anciens échevins de Toul, les Bailly ou Baillivy.
Accaparé par ses fonctions militaires, le comte de Baillivy fait administrer ses intérêts de Rembercourt et Mérigny à sa femme, Henriette-Armande de Saint-Blaise, qui vient parfois au château de Rembercourt. Veuve en 1771, la comtesse de Baillivy demeure quelque temps tutrice de ses deux fils, François-Xavier et Charles-Marie-Dieudonné de Baillivy de Mérigny, tous deux capitaines dans l'armée royale et qui seront coseigneurs de Rembercourt de 1771 à la fin 1774 sans laisser de souvenir véritablement chaleureux dans la mémoire locale, tant leur conduite est typique des excès aristocratiques du régime finissant.

### Révolution et Empire
Jean-Vincent-Anne de Malartic de Maurès, marié en 1768 à Jeanne-Dorothée de Baillivy de Mérigny, rachète la Terre de Rembercourt et devient ainsi le nouveau et dernier seigneur du village au début de l'année 1775. Le Comte de Malartic descend lui-même d'une antique et illustre famille de chevaliers dont on trouve les racines dès le XIIIe siècle dans l'entourage des comtes d'Armagnac, de Fezensac et de Rodez.
Le 30 décembre 1776, le comte de Malartic prête foi et hommage pour la seigneurie de Rembercourt au Roi de France, pour son duché de Bar, incorporé depuis dix ans au Royaume. Contrairement aux fils de Baillivy de Mérigny, le nouveau maître est présent dès qu'il le peut auprès de ses ouailles avec lesquelles il semble avoir de bons rapports. Avant 1900, le souvenir du comte de Malartic est encore présent à Rembercourt, pour son caractère serviable. Il est aussi sensible aux besoins financiers des bourgeois de Thiaucourt à qui il prête la somme de 6200 Livres en 1787, qui ne seront remboursées, mais sans hâte, que dans le courant de 1790.
Jean-Vincent-Anne de Malartic est homme pieux, charitable et sensible aux misères de ses sujets. Il y a par, exemple, entre lui et la communauté un litige dès son arrivée sur les droits d'affouage dont le seigneur dispose dans les bois de la communauté, "pour lui et sa maison". Le 26 octobre 1775, il  passe convention avec les habitants par laquelle il est convenu qu'on se soumettra à l'arbitrage de trois avocats de Nancy pour y remédier. Diverses autres conciliations avec les habitants sur des droits féodaux ou des cens montrent son esprit accommodant.
L'aristocrate gascon sera l'un des commissaires désignés pour la rédaction du Cahier de doléances de la noblesse locale qui se tient en l'hôtel du bailliage et de la ville de Thiaucourt le 16 mars 1789. Élu par ses pairs, le lendemain, comme député à la chambre de réduction de Bar, il est aussi désigné comme député de la noblesse barroise aux États généraux du Royaume.
Le comte de Malartic est lieutenant du Roi à Nancy et en tant que tel, il fait partie du commandement de la garnison lorsque se déroulent les événements de l'affaire de Nancy en août 1790, où il joue, semble-t-il, un rôle fort honorable, témoignant là-aussi de beaucoup de courage et de modération.
Le 22 messidor an VIII (mardi 3 juillet 1799), encore une marque de générosité à son actif, le comte de Malartic écrit à Napoléon 1er pour lui demander de rayer de la liste des émigrés son beau-frère, l'ancien seigneur de Rembercourt, François-Xavier de Baillivy de Mérigny.
Sous l'Empire, il décide d’entrer dans les ordres. Ordonné prêtre en 1802, il est nommé supérieur diocésain du nouveau séminaire de Nancy où ses bienfaits sont remarqués. Il démissionne modestement en janvier 1812 et meurt fin mars. Ainsi disparaît le dernier seigneur du village de Rembercourt.
Rembercourt ne connaît aucun trouble notable. Une municipalité est constituée. Elle comprend, en 1793, comme maire Sébastien Robert et comme procureur un certain Naudin, l'ancien laboureur du comte. On applique, avec difficulté, le calendrier républicain. En juin 1791, au moment de la fuite du roi arrêté à Varennes, la levée de volontaires pour la Garde Nationale de Rembercourt à raison de un homme sur vingt, donne six noms: Joseph Pérot, capitaine, Pierre Gozillon, lieutenant, Nicolas Philippot, Antoine Cailloux, Jean Manson et François Remy. François Baudot, ex-curé de Jaulny et Rembercourt, est alors maire du village.
En avril 1792, les 99 hommes valides de Rembercourt se portent volontaires pour défendre les acquis révolutionnaires. Avec les 51 hommes de Xammes, ils forment la 1re compagnie basse du bataillon des Gardes nationaux de Thiaucourt, soit 94 fusiliers, qui est commandée par le capitaine Joseph Louis, de Rembercourt. Parmi eux, on note la présence de Nicolas Châteaux, caporal. En juillet 1792, quelques semaines avant la victoire de Valmy, la commune déclare posséder 16 fusils, 1 pistolet, 2 pistolets de poche, 1 sabre et 1 épée…
Le 1er mars 1793, 15 rudes gaillards du village de 18 à 40 ans sont déclarés aptes à porter les armes pour défendre la "Patrie en Danger". Trois citoyens de Rembercourt sont déjà sous les drapeaux tricolores et quatre autres sont "aux fédérés de Paris" : Antoine Pérot, Clément Henry, Nicolas Pierre, François Mouxaux.
La population dans son ensemble, mais de préférence les plus riches, est mise à contribution à plusieurs reprises, notamment sous la Convention, pour des réquisitions de fourrage, grains et chevaux. Les grosses cloches de l'église de Rembercourt sont descendues et livrées à la fonte. Les ordres parviennent directement des "Représentants du Peuple aux Armées", soit du Comité de salut public, par l'intermédiaire du district de Pont-à-Mousson qui répercute et centralise. En juillet 1795, sous la Convention thermidorienne, lors de l'un des nombreux recensements de denrées susceptibles de réquisitions, on compte à Rembercourt 31 chevaux, 48 bêtes à cornes, 276 moutons, 21 chèvres et 24 porcs.
Napoléon ponctionne lui aussi son tribut d'hommes à Rembercourt, notamment Dominique Châteaux fusilier au 17e régiment d'infanterie de ligne à partir de 1802. Il voit le soleil d'Austerlitz avant d'être tué le 14 octobre 1806 à la bataille d'Iéna. Son propre frère, Nicolas, au 8e puis au 4e régiment de Hussards, participe à plusieurs batailles napoléoniennes depuis 1805 jusqu'à la retraite de Russie et à la campagne de France de 1814.

### Époque contemporaine
En 1918, bien que la commune est épargnée jusqu'alors, les Allemands, sous la poussée de l'attaque américaine, contraint la totalité de ses habitants à évacuer le village. La plupart de ceux-ci sont réfugiés en Belgique dans des wagons à bestiaux sans aucune destination prévue.
La commune est décorée de la Croix de guerre 1914-1918, par ordonnance inscrite au Journal officiel de la République française le 13 avril 1921.

### La vie quotidienne au temps des ducs
Vers 1708, lorsque le comte Ignace de Gournay franchit en nouveau maître la porterie du château après la guerre de Trente Ans, le village se relève alors lentement de ses ruines et se repeuple progressivement.

#### Le château et la Justice de Rembercourt
Le centre vital du village se trouve aux abords du pont et de la place de la Fontaine avec la halle aux pressoirs. En face se tient le château, grosse bâtisse assez austère, plus maison-forte que gentilhommière, possédant encore ses quatre grosses tours d'angle, rondes, reconverties en colombiers. En 1708, la porterie subsiste avec ses mâchicoulis, faisant face au chemin venant de Jaulny.
Les assemblées de justice régulières et les réunions annuelles des plaids se tiennent dans la grande salle du château. Au cours de ces séances, le comte rappelle ses prérogatives de seigneur haut, moyen et bas justicier. Il y  édicte les prescriptions de police perpétuelles ou spéciales à l'année, rappelle les impositions personnelles ou « les droits de bourgeoisie ». Il y prononce les sentences répressives à l'encontre des sujets, tranche les litiges entre particuliers et perçoit les diverses taxes seigneuriales. Depuis le Moyen Âge, les droits seigneuriaux s'élèvent en monnaie locale à deux Gros et une "poulle" pour les droits "de bourgeoisie", un franc barrois pour le rachat de la banalité du four et un pot de vin (2,5 litres) par jour de vigne (20,44 ares). Les laboureurs quant à eux doivent un setier de blé et un setier d'avoine par cheval "trayant", soit 45 kg de chaque sorte par animal de trait. Ces droits ont été fixés aux XIII-XIVe siècles, en contrepartie de l'abandon du servage et sont rappelés tout au long de la longue succession des seigneurs de Rembercourt.
Messire Ignace de Gournay, fils de Regnauld II, Grand Bailly de Vézelise, gouverneur du comté de Vaudémont, premier écuyer et chambellan du duc Léopold et honoré du titre de marquis avant sa mort, préfère sa résidence de Vézelise à sa gentilhommière de Rembercourt ; ce qui oblige la communauté à lui envoyer fréquemment des messagers pour y prendre ses ordres, lui porter des missives ou des papiers. Le marquis Ignace de Gournay décède en 1738.
Les seigneurs ont à Rembercourt des officiers qui y règlent les questions administratives, judiciaires et de gestion courante : un juge-garde, un procureur d'office, tous deux généralement choisis au sein des dynasties d'avocats au bailliage de Thiaucourt, parfois au sein même d'une seule famille. Un greffier complète l'appareil judiciaire du lieu. C’est généralement un homme lettré. Il est assisté d'un maire seigneurial, de son lieutenant et d'un sergent, officiers seigneuriaux choisis pour leur intégrité et leur fidélité à l'ordre, plus que pour leur culture livresque. Le comte a aussi des domestiques et un garde-surveillant « des bois, rivières, plaines, et chasses », parfois même chargé de la « moralité du cabaret ». Le comte entretient aussi une petite domesticité sur place avec un jardinier, homme de confiance qui s'occupe du "Grand Jardin" (le Breuil).

#### La communauté, ses biens et ses édiles
Les biens de la communauté se composent de quelques terrains et bois ainsi que du droit de pêche dans la rivière. Mais les dettes n’en sont pas absentes. La déclaration est faite une première fois en 1700 et avec plus de précisions en 1738. Elle a une centaine d’arpents à 400 verges à la Grande Montagne dont les fermiers du sire de Gournay exploitent une partie. Le reste est laissé gratuitement à l’usage « du premier occupant ». La mesure utilisée ici est l’arpent de Metz à 400 verges, faisant 35,45 ares, ce qui donne pour ces terres communes 35,5 ha. À la Petite Montagne, elle a un canton de labours d’une trentaine d’arpents à la même mesure (10,6 ha). Elle fait essarter un petit canton de broussailles à la Pèrière, qu’elle compte louer pour y planter du vignoble. Depuis 1726, la communauté cède par bail emphytéotique au Marquis de Gournay son droit de pêche sur le ban de Rembercourt et sur le ban de Waville, jusqu’au « pont de Vuoiel », contre un capital de cinq cents livres.
Les bois de la communauté comportent les cantons suivants : « La Périère », de cent arpents à 250 verges soit 20,5 ha ; « Le Deffoy » de quarante cinq arpents soit 16 ha ; un petit bois de quinze arpents situé à la « Côte de Hailbacq » de 5,3 ha ; un autre de cinquante arpents à la « Croix Vuarin » de 17,7 ha ; une forêt de quatre cents arpents « en la Coste de Bouffey » de 141,8 ha et une autre de deux cents arpents à la « Coste des Tyllot » de 70,9 ha.
Il n'y pas de titre écrit à ce propos mais « la possession immémoriale » suffit à prouver ses droits sur ces huit cent dix arpents, séparés par bornes et fossés. Tout en confirmant la communauté dans ces droits, Nicolas Parxel, alors « capitaine prévôt gruyer et chef de police de Thiaucourt et Lachaussée » adresse plusieurs remontrances aux syndics communaux. Il leur fait remarquer qu’il serait plus profitable à la communauté de céder au plus offrant la location des terres, plutôt que de les abandonner à la friche ou à l’exploitation de « quelques particuliers des plus aysés ». Par ailleurs, il annule le  bail emphytéotique de la pêche, passé sans l’accord du Conseil d'État de Lorraine et de Bar et commande la restitution de l’argent au marquis de Gournay.
Quant aux bois, il en prescrit l’arpentage précis. Le quart est maintenu en réserve et vingt arpents sont délivrés annuellement pour les affouages, « avec réserve des vieilles écorces, balivaux, anciens, modernes, et de l’âge de tailly ». Chaque année, à l’automne, soixante dix à quatre vingt affouagistes sont tirés au sort pour leur coupe de bois.
Lors du plaid annuel qui se tient le premier lundi suivant la Saint-Martin (11 novembre), la communauté désigne deux jeunes adultes ou mariés récents comme syndics pour gérer ses affaires au jour le jour. Elle délibère la plupart du temps à la sortie de la messe, sur les affaires nécessitant décision collective : entretien des chemins, de l’église, de la cloche et de l’horloge, du pont, des droits de la communauté sur les bois, etc. Il y a aussi à Rembercourt des échevins d'église ; titre purement honorifique puisque la fabrique du lieu n'a pratiquement rien à gérer, si ce n'est quelques redevances désuètes sur quelques carreaux de vignes et sur le « pré à l'huile ». Il y a aussi un maistre d'eschole, désigné par la communauté, présenté par le curé de Jaulny mais de toute façon accepté par lui. Il fait office de chantre et de sacristain. Les femmes choisissent entre elles une matrone mais il revient au curé de Jaulny de l'introniser.

#### Les cultures
Les cultures suivent la rotation coutumière des trois soles, l'une d'elles étant à tour de rôle mise en jachère et servant à la pâture du troupeau communal (vaches, brebis, chèvres). À l'automne, après reconnaissance des bois par des experts, généralement des anciens du village, chaque foyer a le droit d'envoyer le porc familial à la glandée dans les bois communaux, sous la houlette du pâtre adjudicataire ; ce qui fait un troupeau d'une centaine de bêtes, préalablement marquées au fer rouge avec un « R ». Aux jours les plus sombres de la Révolution, en période de pénurie, d'un certain désordre administratif, de réquisition et d'insécurité, au début de 1795, les habitants de Rembercourt déclarent leur récolte de l'année écoulée comme suit :
4 hectares de blé rapportant 24,44 quintaux ; soit 6,11 quintaux par hectare ;
4 hectares en seigle rapportant 44 quintaux ; soit 11 quintaux par hectare ;
1,6 hectare en orge, rapportant 18,4 quintaux ; soit 11,5 quintaux par hectare ;
6,5 hectares d'avoine rapportant 71,5 quintaux ; soit 11,5 quintaux par hectare ;
35 fauchées de foin (7,15 hectares) rapportant 45 quintaux soit 6,3 quintaux par hectare ;
40 quintaux de légumes secs cultivés dans les vignes.
Ces chiffres de 23,25 hectares ensemencés sont confirmés en partie par le recensement de denrées qui est effectué le 7 octobre 1793. Les réserves de céréales engrangées des 5 laboureurs de Rembercourt sont évaluées à 30 quintaux de blé, 40 quintaux d'avoine, 30 quintaux d'orge et 300 quintaux de foin ; la ration de blé par personne est estimée à 5 quintaux par an… Et la visite domiciliaire prescrite à Rembercourt en octobre 1792 révèle la présence dans les greniers du village de seulement 87 kg de farine, 250 kg de blé, 400 kg d'orge et 245 kg d'avoine. Au milieu du XIXe siècle, 175 hectares de terre étaient emblavés sur les 504 hectares de la commune, le reste du territoire étant partagé entre 14 hectares de prés, 49 hectares de vignes et 187 hectares de bois.
C'est la vigne qui, au XVIIIe siècle, occupe le plus les gens de Rembercourt. Les cantons où les ceps s'accrochent sont les suivants : « la Vaux des Anes », « en Espagne », « en Bourgogne », « les Beaux Moulins », « les Vignes au Four », « les Vignes au Bout », « les Belloces », « à la Taye », « aux Grandes Côtes », « aux Monte-Regrets », « aux Prêteresses », « aux Sauterots », « les Vignes aux Seriziers », « aux Côtes derrière l'église », « aux Sentes la Tournelle », « aux Perrières », « à la Ruelle », « à la Vaucotte », « les Vignes au Bas », « aux Chauves Cousots », « au-dessus du Chemin de Waville ».
La plupart des habitants déclarent faire profession de vigneron, tout en prenant part à toutes sortes de travaux comme la fenaison ou la moisson, y compris sur les bans voisins. La culture de la vigne est étroitement réglementée pour éviter toute fraude sur les dîmes, les droits de pressurage et sur la qualité, reconnue médiocre par rapport au vignoble de Thiaucourt-Bouillonville. La misère et l'extrême morcellement des vignes pousse la plus grande part des vignerons, réputés pour leur pauvreté, à planter des ceps jusque dans les cantons les plus reculés ou à remplacer le cépage noble par du gros plant de gamay ; ce qui fait chuter les prix et la qualité. De nombreuses ordonnances, même locales, prescrivent l'arrachage ou le contrôle sévère de la « romaine », plant de Liverdun qui porte atteinte à la réputation du cru (ordonnance du bailliage de Thiaucourt daté de 1775).

#### Le travail des  champs
Le travail des champs est rigoureusement réglementé : c'est un travail collectif qui débute et finit chaque jour au son de la cloche. L'individualisme comme d'ailleurs les clôtures sont bannis par la tradition et par la coutume de Saint-Mihiel. Il faut attendre au cours des saisons l'édiction des bans, bans à bêcher, bans à "chavoutrer" etc. Il est prescrit de clore les vignes et d'en interdire l'accès à partir de la publication des bans, lors du début de mûrissement et de ne pas y laisser divaguer des animaux. Des bangardes communaux veillent jour et nuit pour verbaliser ou surprendre tout individu qui passe dans les vignes, même sans idée de chapardage. La vendange elle-même ne débute qu'après l'expertise officielle et la publication du ban au prône de la messe, lorsque le comte a lui-même déterminé "son jour de préférence", date de sa propre récolte, prioritaire. Chacun doit alors sa journée de corvée au seigneur qui va ainsi profiter du cours encore élevé. En contrepartie, il doit nourrir les vendangeurs. Le comte prélève par ailleurs les taxes, notamment du pressoir banal et reçoit le tiers des dîmes en vins ; les deux autres tiers vont au curé de Jaulny et Rembercourt. Le vin se vend en pichets à 8 ou 10 sols le pot de deux litres et demi au cabaret de Rembercourt, suivant l'année. On a le choix entre du vin "clairet" et "du vin vieux".

#### Le vigneron de Rembercourt
Le vigneron en est donc souvent réduit à se contenter de cultiver son potager et ses champs pour sa consommation personnelle. Il agrémente ses ressources des quelques pièces de monnaie que lui rapporte la location de ses bras pour les travaux des champs, les battages, un peu d'artisanat ou d'autres entreprises telles que le débardage des arbres, le transport de denrée, le flottage du bois sur le Rupt de Mad… Nombreux sont les artisans qui travaillent à satisfaire à tous les besoins du lieu et des environs : boulangers, bouchers, maître maçons tailleurs de pierre, coquetiers, tailleurs, chapeliers, tisserands, maréchaux ferrants, ferblantiers, sabotiers, scieurs, charpentiers, cabaretiers.
Avant la Révolution, les emprunts d’argent sont légion. Le vigneron-manouvrier n’hésite pas, en effet, à emprunter aux paysans plus riches, souvent laboureurs, aux aristocrates ou bourgeois aisés de Thiaucourt ainsi qu’aux usuriers de Metz ou Pont-à-Mousson pour se marier, construire sa maison, acheter champs et vignes. Il n’hésite pas à enchérir à crédit lors de la liquidation des successions familiales, pour compléter son attirail d’ustensiles agricoles ou ménagers. La maison du vigneron, achetée à grand sacrifice contre emprunt à un bourgeois de Thiaucourt, Chambley, Gorze ou aux usuriers de Metz, parfois héritée ou louée, compte deux ou trois pièces. La pièce principale, le poêle, est la pièce à tout-faire, avec sa vaste cheminée. De l'autre côté du couloir se tient la grange où il rentre le chariot de foin, bat ou range sa récolte (« le battoir ») et où il tient son maigre cheptel. Une cave ou réduit semi enterré dans la côte lui permet d'entreposer son vin en tonneau, jamais conservé plus de deux ans.

#### Les fêtes et les saints
Le dimanche et les quatre-vingt ou quatre-vingt-dix jours de fêtes religieuses chômées sont consacrés à la prière : messes, vêpres et processions. Mais on enfreint les saints jours sans vergogne. Le curé de Jaulny, qui dessert aussi son annexe de Rembercourt s'en plaint à de nombreuses reprises. Il y a aussi « les traques », parties de chasse organisées par les comtes et où les habitants servent de rabatteurs contre quelques morceaux de gibier et la nourriture.
L’année est marquée par les « mai », les trimazzos, toutes sortes de réjouissances collectives, farces, blagues et autres taquineries comme celles de la Saint-Gengoult, patron du village. On tire des pétards ("les boites") et des feux d'artifice lors de la Saint-François (fête du dernier duc de sang), etc. La Saint-Jean, la Saint-Martin, la Saint-Remy et beaucoup d’autres moments de l’année sont marqués par toutes sortes de rites, de jeux, de festoiements et entorses culinaires d'origine plus ou moins païenne qui rythment les saisons, les jours du calendrier et accompagnent les différents états de la nature ou de la vie des hommes. On date alors les événements et les jours par le nom des saints. Car la religion officielle des duchés a tout enveloppé de ses préceptes et régit tout de la vie quotidienne, spirituelle ou matérielle.

## Politique et administration
| Période                                  | Période  | Identité            | Étiquette | Qualité     |
| ---------------------------------------- | -------- | ------------------- | --------- | ----------- |
| Les données manquantes sont à compléter. |          |                     |           |             |
|                                          |          | Ernest Collet       |           |             |
|                                          |          | Henri Udot          |           |             |
|                                          |          | André Bastien       |           |             |
|                                          |          | Marie Mausset       |           |             |
|                                          |          | André Sinteff       |           |             |
|                                          |          | Françoise Chevalier |           |             |
|                                          |          | Bernard Le Moine    |           |             |
| mars 2001                                | mai 2020 | Paul Carpentier     |           |             |
| mai 2020                                 | En cours | Jocelin Cavagni     |           | Agriculteur |

## Population et société

### Démographie
L'évolution du nombre d'habitants est connue à travers les recensements de la population effectués dans la commune depuis 1793. Pour les communes de moins de 10 000 habitants, une enquête de recensement portant sur toute la population est réalisée tous les cinq ans, les populations de référence des années intermédiaires étant quant à elles estimées par interpolation ou extrapolation. Pour la commune, le premier recensement exhaustif entrant dans le cadre du nouveau dispositif a été réalisé en 2004.

En 2022, la commune comptait 154 habitants, en évolution de −1,91 % par rapport à 2016 (Meurthe-et-Moselle : −0,13 %, France hors Mayotte : +2,11 %).
| 1793 | 1800 | 1806 | 1821 | 1831 | 1836 | 1841 | 1846 | 1851 |
| ---- | ---- | ---- | ---- | ---- | ---- | ---- | ---- | ---- |
| 334  | 380  | 382  | 355  | 405  | 426  | 429  | 424  | 431  |

| 1856 | 1861 | 1872 | 1876 | 1881 | 1886 | 1891 | 1896 | 1901 |
| ---- | ---- | ---- | ---- | ---- | ---- | ---- | ---- | ---- |
| 374  | 398  | 324  | 346  | 301  | 285  | 296  | 272  | 239  |

| 1906 | 1911 | 1921 | 1926 | 1931 | 1936 | 1946 | 1954 | 1962 |
| ---- | ---- | ---- | ---- | ---- | ---- | ---- | ---- | ---- |
| 223  | 214  | 165  | 158  | 161  | 128  | 144  | 134  | 142  |

| 1968 | 1975 | 1982 | 1990 | 1999 | 2004 | 2006 | 2009 | 2014 |
| ---- | ---- | ---- | ---- | ---- | ---- | ---- | ---- | ---- |
| 129  | 118  | 127  | 133  | 190  | 195  | 191  | 190  | 164  |

| 2019 | 2022 | - | - | - | - | - | - | - |
| ---- | ---- | - | - | - | - | - | - | - |
| 161  | 154  | - | - | - | - | - | - | - |

### La population durant l'histoire
La population passe d'environ 160 âmes en 1534 à environ 310 en 1573. Elle chute considérablement au milieu du XVIIe siècle en raison des épidémies, de la famine et des atrocités commises par les soldats de toutes nationalités chevauchant dans la Province. En 1708, lorsque le comte de Gournay prend possession du château, elle parvient à nouveau à une quarantaine de familles soit 180 à 200 personnes contre soixante huit à la fin du XVIe siècle soit 280 à 350 âmes. En 1758, elle revient à 300 ou 350 habitants et même à 351 habitants en 1794, pour atteindre un sommet de 429 personnes pour 115 foyers vers 1850.

## Économie
La monographie de 1888 rapporte que la terre de la commune est de rapport médiocre avec un sol accidenté et pierreux qui permet malgré tout la culture, mais de peu de qualité, de la pomme de terre, des betteraves et de prairies artificielles (sainfoin, luzerne et trèfle). Avec la vigne, ce sont les principales ressources. Des carrières de pierre de taille et de moellons sont également exploitées.
En 2022, Rembercourt-sur-Mad avec moins de 200 habitants compte une vingtaine d'entreprises : imprimerie, immobilier et location, chaudronnerie, édition musicale, vente à domicile, élevage, culture de céréales, sylviculture et exploitation forestière, négoce et commerce de produits divers et ingénierie.

### Le terroir auXVIIIesiècle
Le terroir est le reflet de l'activité de la communauté qui est accaparée essentiellement par les travaux de champs et surtout des vignes. Le fond de la vallée du Rupt-de-Mad est occupé par les chènevières et les jardins qui bordent la rue "du Lozeret" (ou de l’oseraie), actuelle rue du moulin, et la rue du Val de Metz, avec en retrait de basses maisons aux toits couverts de tuiles-bottes. Plus loin, au pourtour du village, mais toujours dans la partie basse ou proche de la rivière, viennent les prairies à foin, où le pâtre communal fait paître le troupeau hardal après la fenaison. Pour les foins et les temps de labour (« le vaque »), elles sont mises « en épargne » par les laboureurs, conformément à la coutume de Saint-Mihiel. Ils y font brouter leurs chevaux dans "le pré à l'huile", "le Grand Pré", "le Pré le Maréchal", "le Pré le Serizier", "Mailla-Champs", "les Petites Croix".
Au centre du finage, de part et d'autre du château des comtes, s'étend "le Breuil", en amont, et le "Grand Jardin", en aval ; les deux parts de la réserve seigneuriale d'où les gens du château tirent les légumes et les fruits de la table comme le fourrage des bestiaux. À flanc de coteau, sur la rive gauche, coincés entre les prés et les vignes, quelques champs de céréales : "Les Beaux Moulins", "les champs Cunots" (qui ont conservé le nom de leur tenancier, un certain Cunos, qui le cultivait l'an 1353) et, sur la rive droite, à la petite montagne, les grandes terres à céréales (froment et avoine, surtout, un peu d'orge et très peu de seigle) : "la Cumine", "Mailla-Champs", "Les Fourchottes", "la Pièce de Viéville", "sous Chanois"…
L'intégralité de la côte exposée au sud-est, la Grande Montagne, est couverte de vignes, depuis "les Bourgognes" jusqu'aux Perrières. Seules échappent à la vigne les espaces boisés dispersés sur le ban et les falaises calcaires ("les roches") qui surplombent la vallée à partir du sentier de Saint-Julien. Au delà et à partir des revers de côtes, quelques champs de céréales et les premiers champs de pommes de terre prennent naissance vers la fin du siècle. Les forêts, vers Haillebas et Jaulny ou du côté de Villecey, sont seigneuriales ("le Bois de Debat ou de But, dit les treize Journaux") ou communautaires. Les habitants y ont le droit d'affouage, sévèrement contrôlé par les gruyers et forestiers. Les coupes sont réglées et partagées annuellement. Ils ont le droit d'y faire marquer des arbres pour la construction des maisons, faire leurs meubles et outils.

## Culture locale et patrimoine

### Lieux et monuments

#### Édifices civils
- Cimetière militaire allemand guerre 1914/1918.

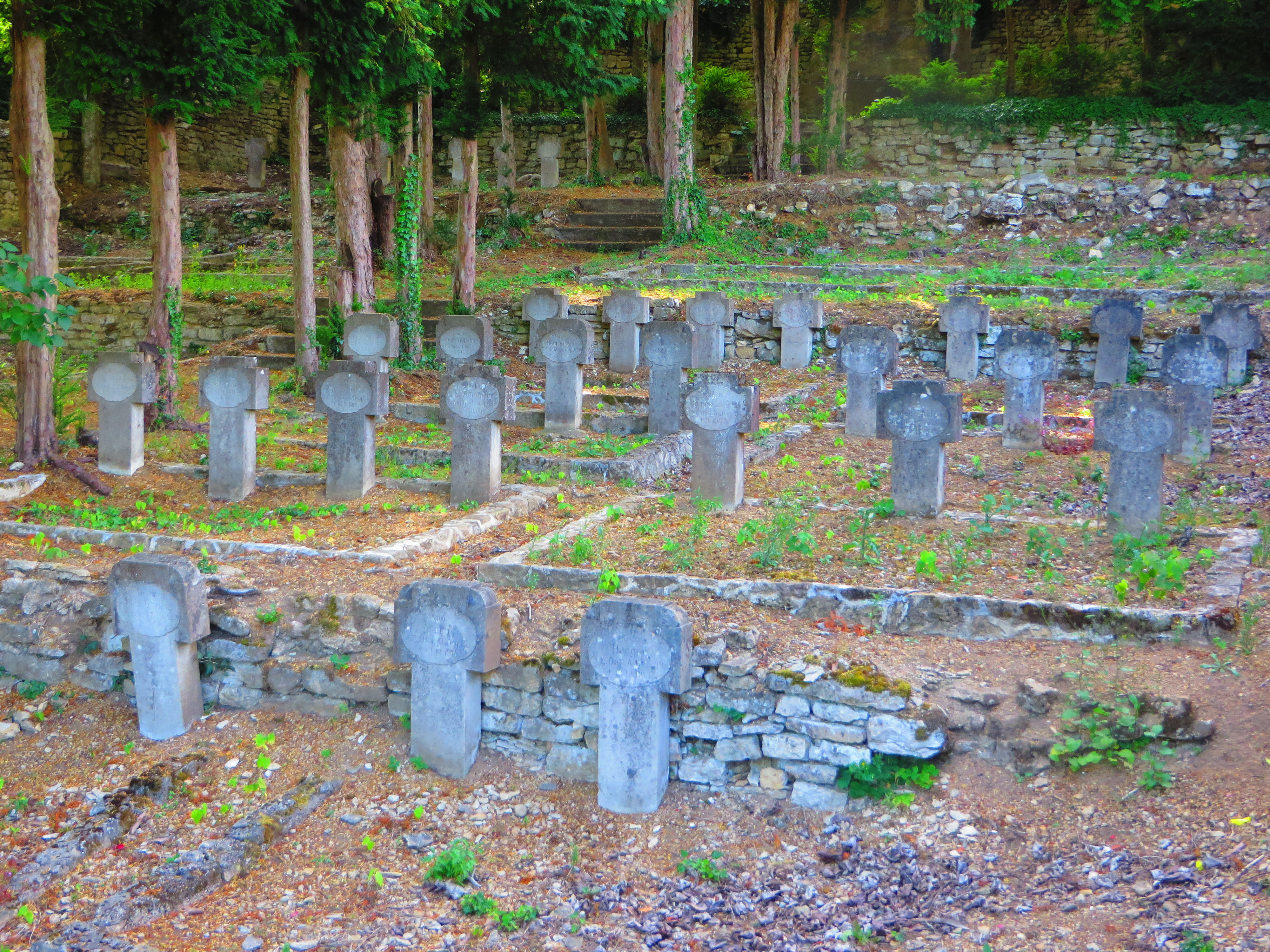
Cimetière militaire allemand.

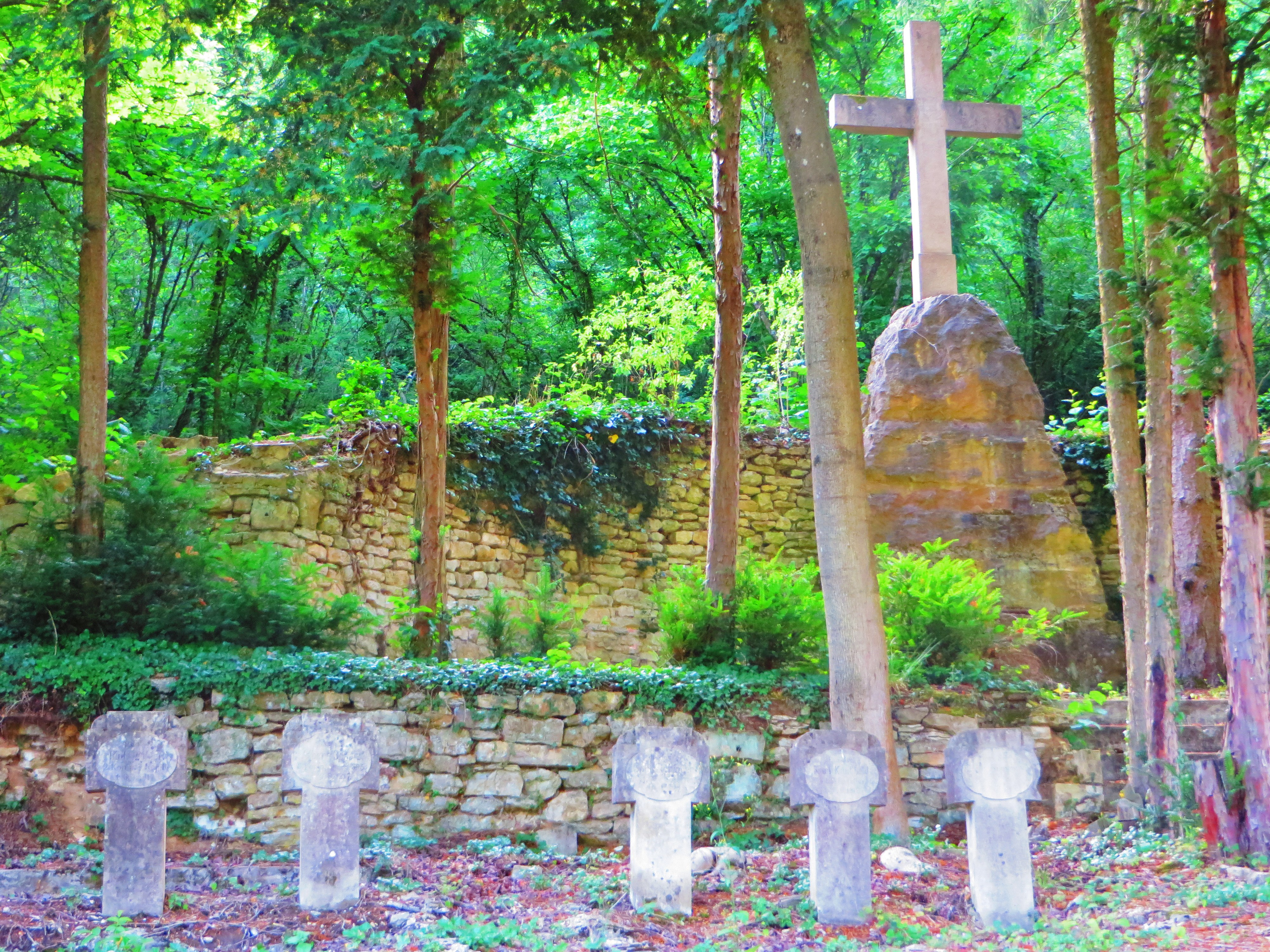
Cimetière militaire allemand.

- Ancien château dont une partie est incendiée en 1869 et une autre supprimée pour la voie ferrée. Mais il reste encore en 1888 plusieurs bâtiments intacts et occupés[35].
- Le moulin "neuf" ou "moulin Marcoux", dont l'architecture actuelle est quasiment celle de l'époque ici décrite, est exploité par un fermier.
- L'ancien moulin de Happlumoulin, situé en aval, appelé aussi "Happe le Moulin", remonte au temps de Charlemagne avec l’ancien village d’Ermariscourt, devenu Amecourt. Il ne tourne plus depuis environ 1650. Il existe encore vers 1780 mais complètement ruiné, au milieu des vestiges discrets de l'ancien hameau d’Amecourt[Note 10]. Il n’en reste que le bief, le long de la route de Waville[Note 11].

#### Édifice religieux
- Église Saint-Gengoult, entourée de son petit cimetière et transformée au cours des ans, est en place certainement bien avant les XIVe ou XVe siècle, même si elle n'est attestée  pour la première fois qu'en 1494, au temps du Sire Martin Lambert. Au milieu du siècle des Lumières, elle se révèle trop petite pour pouvoir accueillir le "troupeau d'ouailles" de Rembercourt qui, comme dans tous les villages de la région, a cru au cours du siècle. Et après plusieurs campagnes de réparations vers 1730, la communauté d'habitants doit, en 1740, intenter - vainement - un procès aux deux décimateurs, c'est-à-dire Marie-Charlotte de Gourcy, marquise douairière de Gournay et au curé de Jaulny, qui est aussi le curé de Rembercourt, pour les contraindre à engager des travaux d'agrandissement qui leur incombent financièrement. L'évêque vient d'interdire leur église, pour des raisons de sécurité et de moralité. En attendant, on marchera en groupe jusqu’à Charey ou Jaulny pour respecter les nombreux offices et rites religieux. Rembercourt restera en effet une annexe de la paroisse de Jaulny jusqu’au début du XIXe siècle. Les travaux de reconstruction de l’église ne sont adjugés qu'en 1762 à des entrepreneurs de Commercy et aux maçons de Saint-Julien et de Rembercourt (les célèbres Charron). En 1764, François Châteaux et Charles Bastien, vignerons du lieu, se chargent à leur tour des fondations du mûr de soutènement du cimetière et de la mise à niveau du parvis de l'église (ouvrages endommagés pendant la guerre de 1914-1918 mais maintenus et qui n’ont disparus qu’en 1994). Compte tenu de la pauvreté de la fabrique, on recourt à des expédients pour la fourniture du mobilier : la communauté doit acheter une pierre d'autel à Pont-à-Mousson en 1766 et fournit régulièrement la cire du luminaire, les cordes de la sonnerie, le suif pour le graissage de l'horloge ; les seigneurs faisant quelques dons eux aussi, notamment de lingerie.

### Personnalités liées à la commune
- Joseph Depardieu né en 1804 à Rigny-la-Salle, (décédé en 1861 à  Rembercourt-Sommaisne Rembercourt-aux-Pots, à l'âge de 57 ans), a été nommé prêtre de Rembercourt[36].

### Héraldique
| Blason de Rembercourt-sur-Mad | Blason  | Blasonnement : d'or à la bande ondée de gueules chargée de trois tours d'argent maçonnées de sable accompagnée de deux grappes de groseilles de gueules feuillées de sinople. |
| Blason de Rembercourt-sur-Mad | Détails | Le statut officiel du blason reste à déterminer. |